# Mishima (Yamaguchi)

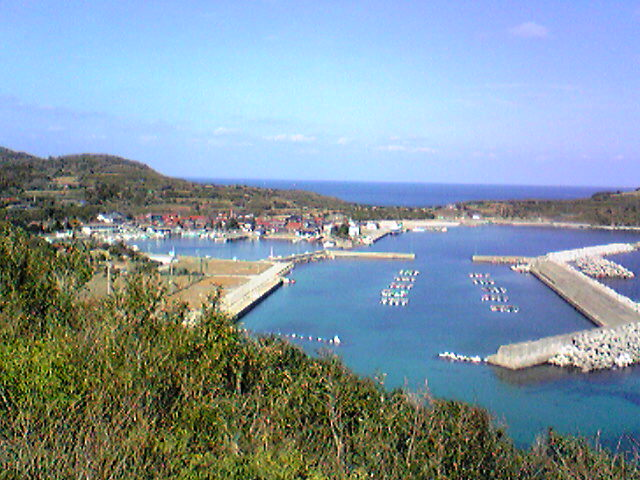
Utsu harbour, Mishima Island

Mishima (japanisch 見島) ist eine Insel im Japanischen Meer vor der Westküste der japanischen Präfektur Yamaguchi.

## Geografie
Die Insel hat eine Nord-Süd-Ausdehnung von etwa 4,6 km und eine Ost-West-Ausdehnung von 2,5 km, während die Küstenlinie 24,3 km beträgt. Die höchste Erhebung der 7,73 km² großen Insel ist der 181 m hohe Ikurage (イクラゲ山).
Die Insel entstand Ende des Miozän-Pliozän und besteht aus Andesit- und Basalt-Gestein, darunter auch die einzigen präfekturweiten Vorkommen von Pikrit. Die Basaltschichtdicke beträgt etwa 150 m.
Auf der Insel herrschen auf Grund der Meereslage im Vergleich zur Präfektur mit 24,9 °C kühlere Sommer. Ausgeglichen wird dies jedoch durch den warmen Tsushima-Strom, der für mildere Winter mit Durchschnittstemperaturen von 7,4 °C sorgt. Die Jahresmitteltemperatur beträgt 17 °C. Zudem herrscht meist Bewölkung vor.
Die Insel bildet den Ortsteil Mishima der Gemeinde Hagi auf der japanischen Hauptinsel Honshū, wobei jedoch nur zwei schmale Küstengebiete Personen besiedelt sind. Die Hauptsiedlung Honmura (本村, „Hauptdorf“) erstreckt sich über eine kleine Ebene im Süden und Utsu (宇津) entlang der Küste einer Bucht im Nordosten. In diesen leben 1041 (Stand: April 2009) Menschen. Daneben befindet sich auf einer Hochebene im Westen ein Standort der Meeresselbstverteidigungsstreitkräfte.

## Kultur
Im Osten von Honmura befinden sich Kofun-Hügelgräber aus dem späten 7. bis frühen 10. Jahrhundert. Die etwa 200 Gräber der Mishima Jīkombo Kofungun genannten Gräbergruppe verteilen sich auf einer Fläche von 300 m × 100 m. Im Gegensatz zu denen der japanischen Hauptinseln sind die Kofun auf Mishima hauptsächlich aus Gestein errichtet. Am 25. Juli 1981 wurden diese zum Nationalen Wichtigen Kulturgut ernannt.
Auf Mishima findet sich das Mishima-Rind, eine der letzten beiden noch erhaltenen einheimischen japanischen Rinderrassen ohne Einkreuzung von europäischen Rassen. Diese wurde am 20. September 1928 zu einem Nationalen Naturdenkmal erklärt.